# 프락시노스코프

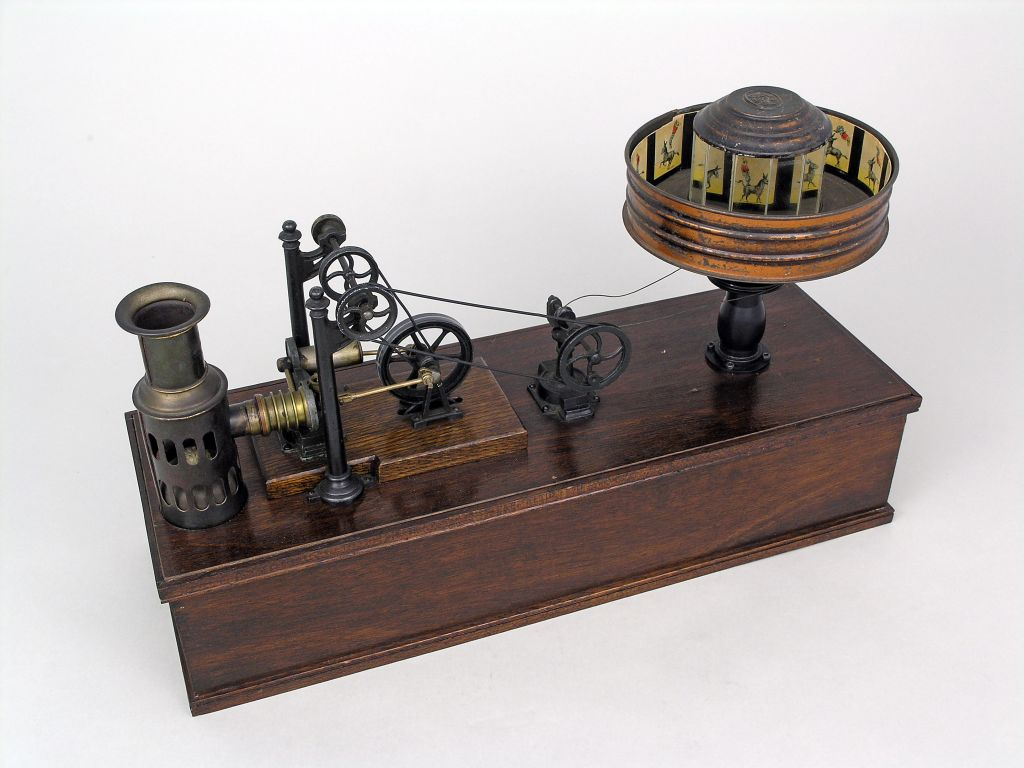
A praxinoscope made by Ernst Plank, of Nuremberg, Germany, and powered by a miniature hot air engine. It is now in the collection of Thinktank, Birmingham Science Museum.

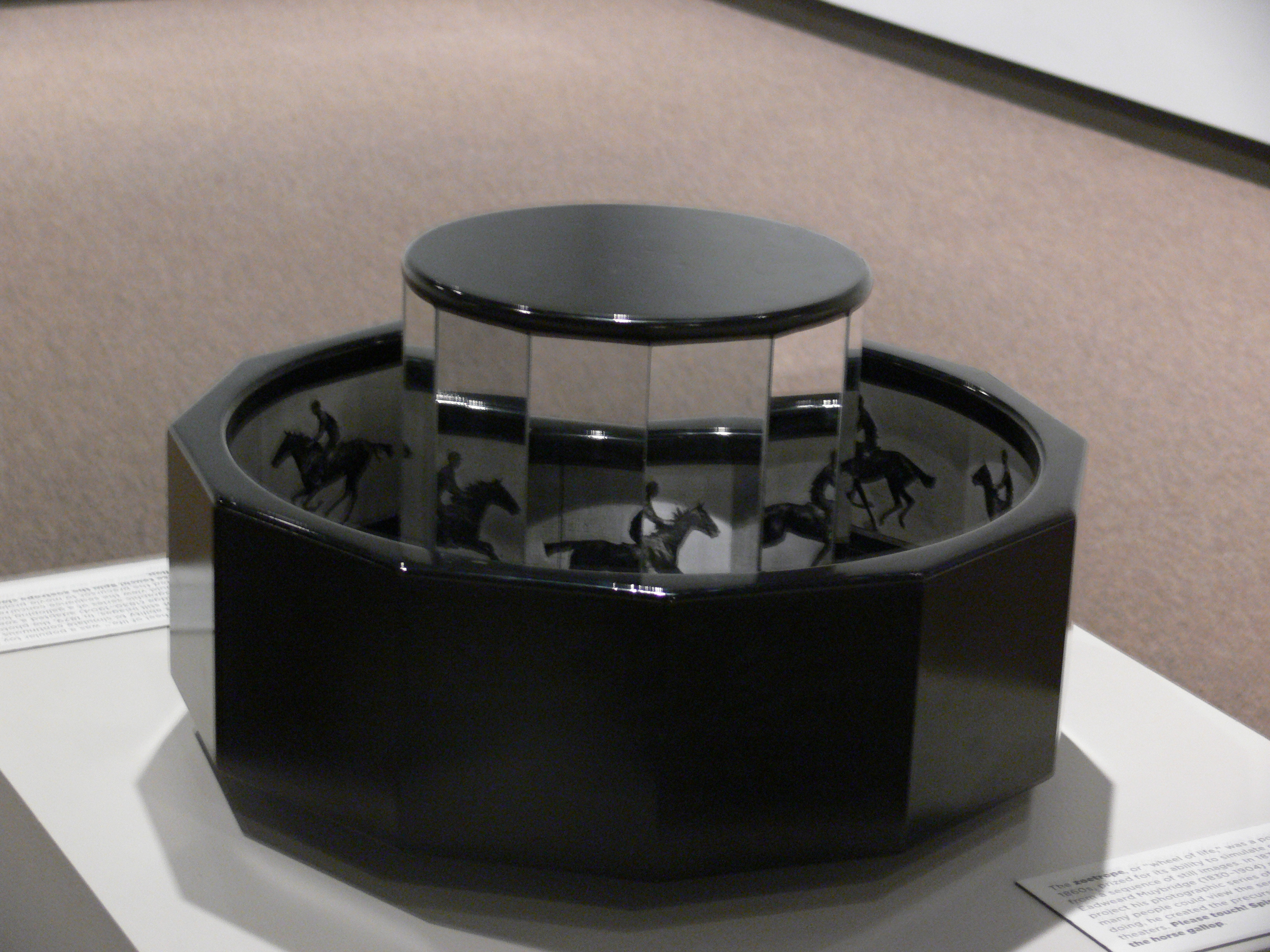

프락시노스코프(praxinoscope)는 조이트로프를 계승한 애니메이션 장치이다. 동심원 형태의 원기둥을 두고, 안쪽 동심원에는 거울을 두르고 바깥쪽 동심원에는 그림띠를 두른다. 원기둥을 회전시키고 거울을 바라보면 거울에 반사된 그림띠가 움직이는 것처럼 보인다.

## 같이 보기
- 영화의 역사
- 조이트로프